# Convenio Marco para el Control del Tabaco
El Convenio Marco para el Control del Tabaco es el primer tratado internacional en materia de salud. Promovido por la Organización Mundial de la Salud (OMS), fue firmado el 21 de mayo de 2003 durante la Asamblea Mundial de la Salud.

## Historia
Fue firmado el 21 de mayo de 2003 y entró en vigor el 27 de febrero de 2005, en el nonagésimo día desde la fecha de adhesión, ratificación, aceptación o aprobación por el cuadragésimo Estado. A la fecha, 177 Estados han firmado y ratificado este instrumento internacional.
El Convenio es una respuesta global a la epidemia del tabaco basada en evidencias científicas que protegen el derecho a la salud de las personas. El set de políticas públicas recomendadas incluyen: 
1) Medidas relacionadas con los precios e impuestos para reducir la demanda de tabaco.
2) Medidas no relacionadas con los precios para reducir la demanda de tabaco, entre las cuales destacan:
- Protección contra la exposición al humo de tabaco, al menos en espacios públicos cerrados y áreas interiores de trabajo;
- Reglamentación del contenido de los productos de tabaco;
- Reglamentación de la divulgación de información sobre los productos de tabaco;
- Empaquetado y etiquetado de los productos de tabaco;
- Educación, comunicación, formación y concientización del público;
- Prohibición de publicidad, promoción y patrocinio de productos de tabaco;
- Medidas para la reducción de la demanda relativas a la dependencia y el abandono del tabaco;

3) Medidas para la reducción de la oferta: 
- Comercio ilícito de productos de tabaco.
- Regulación de venta a menores y por menores.
- Apoyo a actividades alternativas económicamente viables.

## Firmantes
Varios países europeos han ratificado el tratado, entre ellos Alemania, Francia, Reino Unido y España. También lo han ratificado Uruguay, Australia, Japón, India, Chile, México y Canadá.
En un plazo de cinco años, estas naciones deberán prohibir la publicidad, la promoción y el patrocinio del consumo de tabaco.